# Phêrô Lê Tùy
Phêrô Lê Tùy (1773 – 11 tháng 10 năm 1833) là một tu sĩ Công giáo người Việt Nam, được Giáo hội Công giáo Rôma tôn phong Hiển thánh.
Xuất thân trong gia đình trung nông, Lê Tùy sớm bắt đầu con đường tu học khi tu tập tại quê nhà, sau đó là tại Tiểu chủng viện Kẻ Vĩnh ở vùng Sơn Nam Hạ. Năm 1798, Phêrô Lê Tùy được phong Phó tế, hai năm sau ông được thụ phong linh mục. Ông tham gia hỗ trợ coi sóc, cai quản nhiều địa bàn giáo dân, chủ yếu tại khu vực Nghệ An, Hà Tĩnh ngày nay. 
Do chính sách cấm đạo của vua Minh Mạng, linh mục Phêrô Lê Tùy đã bị bắt và xử tử vào năm 1833. Ông được Giáo hoàng tôn vinh là Chân phước và Hiển thánh (Thánh tử đạo), được lập đền thờ ở quê nhà Bằng Sở, sau trở thành Trung tâm hành hương của Tổng giáo phận Hà Nội. Tên ông cũng được đặt cho một Học viện Thần học tại Hà Nội.

## Tuổi thơ và những năm đầu tu nghiệp
Lê Tùy sinh năm 1773 trong một gia đình trung nông, và cũng được cho là khá giả, nề nếp tại Làng Bằng Sở, giáo xứ Yên Duyên thuộc Giáo phận Tây Đàng Ngoài, nay là Trung tâm hành hương Bằng Sở, xã Ninh Sở, huyện Thường Tín, thành phố Hà Nội, thuộc Tổng giáo phận Hà Nội. Năm lên mười tuổi, cha mẹ qua đời, Lê Tùy phải về ở với ông ngoại.
Hai năm sau, Lê Tùy đã bắt đầu con đường tu học bằng việc theo học cùng linh mục tên Nghiêm tại giáo xứ Yên Duyên. Sau hai năm học tập cùng linh mục này, cậu bé Tùy được đưa đi nhập học Tiểu chủng viện Kẻ Vĩnh, tại Vĩnh Trị, phủ Ý Yên, trấn Sơn Nam hạ (nay thuộc xã Yên Trị, huyện Ý Yên, tỉnh Nam Định). Trong những năm tu học, Lê Tùy được cho là đạo đức, thông minh, khôn ngoan, thạo chữ Latin và chữ Nho.

## Linh mục
Năm 1798, Phêrô Lê Tùy được phong Phó tế và được cử giúp linh mục Nghiêm, thời điểm đó phụ trách vùng Nghệ An, Hà Tĩnh và Quảng Bình. Ông cũng vừa phụ giúp De La Motte trong việc truyền giáo, vừa học tiếp tại đại chủng viện ở Nghi Lộc. Sau hai năm đi giúp các giáo xứ, năm 1800, ông được Giám mục Anrê Gauthier (thế danh Hậu) truyền chức linh mục tại Nhà thờ Thọ Kỳ, nay thuộc huyện Đức Thọ, tỉnh Hà Tĩnh.
Sau khi được truyền chức, trong vòng 17 năm từ năm 1800 đến năm 1817, linh mục Tùy được phân công coi sóc các giáo xứ Đông Thành và Đá Dựng, nay thuộc địa bàn giáo xứ Lập Thạch, huyện Nghi Lộc, tỉnh Nghệ An. Sau đó, từ năm 1817 đến 1833, ông được giao nhiệm vụ chính xứ Nam Đường, nay thuộc giáo xứ Quy Chính, huyện Nam Đàn, tỉnh Nghệ An.

## Tử đạo
Vào ngày 6 tháng 1 năm 1833, vua Minh Mạng ra chiếu chỉ cấm đạo Công giáo trên toàn lãnh thổ nước Đại Nam. Tại Nghệ An, các quan lại sai thuộc cấp đi dò xét, bắt bớ, buộc Phêrô Lê Tùy phải hoạt động âm thầm, bí mật. Tuy nhiên, đến ngày 25 tháng 6 năm 1833, khi đi xức dầu cho bệnh nhân tại Họ đạo Thành Trai, linh mục Tùy đã bị một nhóm người ngoại đạo bắt giữ và nộp cho quan huyện để được lĩnh thưởng.
Giáo dân trong vùng khi biết tin, liền đến xin quan huyện nộp tiền để bảo toàn cho linh mục Lê Tùy. Quan huyện đã bằng lòng tha bổng ông, nhưng yêu cầu ông phải nhận làm thầy thuốc, song chính linh mục Tùy đã từ chối và bị giải vào ngục đường Nghệ An. Khi bị xét hỏi, ông nhận mình làm đạo trưởng đạo Thiên Chúa. Án gửi về kinh đô, vua Minh Mạng ra chỉ lệnh xử tử linh mục Tùy. Ngày 11 tháng 10 năm 1833, linh mục Phêrô Lê Tùy bị xử trảm tại Pháp trường chợ Quán Bàu, tỉnh Nghệ An. Thi hài ông được an táng tại Trang Nứa, Nam Khê và sau đó cải táng về Bằng Sở, quê ông.

## Tuyên Thánh và tôn vinh
Ngày 19 tháng 6 năm 1840, Giáo hoàng Grêgôriô XVI chấp thuận danh hiệu cho linh mục Phêrô Lê Tùy là Đấng đáng kính. Tiếp đến, ngày 27 tháng 5 năm 1900, Giáo hoàng Lêô XIII tôn phong ông lên bậc Chân phước. Ông được tuyên Hiển thánh (thánh tử đạo) ngày 19 tháng 6 năm 1988 bởi Giáo hoàng Gioan Phaolô II.
Đền thờ ông được xây dựng tại quê nhà Bằng Sở, xã Ninh Sở, Thường Tín, Hà Nội. Ngày 29 tháng 6 năm 2006, Tổng giám mục Hà Nội Giuse Ngô Quang Kiệt công nhận Đền thánh Phêrô Lê Tùy tại Bằng Sở là Trung tâm hành hương của Tổng giáo phận Hà Nội. Đền Thánh mới được khởi công xây dựng năm 2014; đến năm 2018, Thánh lễ Cung hiến bàn thờ và đền  thờ ông được tổ chức với sự chủ trì của Tổng giám mục Phêrô Nguyễn Văn Nhơn. Tên của Thánh Phêrô Lê Tùy cũng được đặt cho một Học viện Thần học tại Hà Nội, được thành lập vào năm 2021.